# Райли, Норман
Норман Райли (англ. Norman Denbigh Riley, N. D. Riley; 26 сентября 1890 года — 26 мая 1979 года) — английский энтомолог, участник Первой мировой войны, капитан Британской армии, многолетний руководитель отделения энтомологии Британского музея (1932), Президент Королевского энтомологического общества Лондона (1958), Командор Ордена Британской империи (1952)
.

## Биография
Родился 26 сентября 1890 года в Лондоне. Его первой школой был Dulwich College, где развился интерес к биологии и, особенно к бабочкам. В этом ему помог энтомолог Richard South (1846–1932) , живший недалеко от дома его семьи. После окончания школы Райли поступил в Имперский колледж для того, чтобы пройти курс энтомологии и где ему удалось найти работу в качестве  демонстратора под руководством Рея Ланкастера, который был тогда директором Британского музея. В возрасте 21 года он был назначен ассистентом в Отделение энтомологии (Entomology Department,  British Museum (Natural History)).
С началом войны в 1914 году, Райли присоединился к Королевской армии Великобритании (Royal Army Service Corps), начав службу во Франции. В конце войны он был уволен в звании капитана и возобновил свою работу в музее, став в 1932 году Руководителем Отделения энтомологии Британского музея, занимался исследованием насекомых, главным образом бабочек, занимался закупкой новых коллекций для расширения фондов музея.
Он служил в качестве секретаря (1926—1928 и 1941—1951) и казначея (1939—1940) в Королевского энтомологического общества Лондона в 1926—1951 годах, и был избран его президентом в 1952 году. Он был также одним из членов Совета общества Lepidopterists' Society и был избран его вице-президентом в 1954 году и президентом в 1958 году. Он также был активным членом Лондонском зоологическом обществе (Zoological Society of London). В 1923 году, после отставки Ричарда Соута, Райли стал редактором популярного ежемесячного журнала Entomologist's Monthly Magazine. Активный участник Международных энтомологических конгрессов (был ответственным секретарём в 1948).

## Труды
Автор более 400 научных публикаций и описания многих новых таксонов, главным образом бабочек.
Книги
- 1944. Some British Moths — Norman Denbigh Riley
- 1964. The Department of Entomology of the British Museum, 1904—1964 — Norman Denbigh Riley
- 1970. Butterflies and Moths — Alfred Werner, Josef Bijok edited by Norman Denbigh Riley, New York Studio/The Viking Press
- 1975. A Field Guide to the Butterflies of the West Indies — Norman D. Riley, Quadrangle Publishers ISBN 0-8129-0554-7
- 1980. A Field Guide to the Butterflies of Britain and Europe — Lionel George Higgins, Norman Denbigh Riley

Некоторые статьи
- Riley, N. D. & Godfrey, E. J., 1921. Some undescribed Rhopalocera from Siam. — J. Nat. Hist. Soc. Siam 4: 167-190, 4 pls.
- Riley, N. D., 1922. The genus Amblypodia auctorum (de Nicéville, Moore, Swinhoe, etc), nec. Horsfield. — Entomologist 55: 25-29, 51-53.
- Riley, N. D., 1922. Notes on the Rhopalocera of the Dollman collection. — Trans. R. ent. Soc. Lond. 69'(3/4): 234-258, Pls. 4-7.
- Riley, N. D. & Poulton, E. B., 1928. The Rhopalocera of the "St. George" expedition from French Oceania. — Trans. ent. Soc. Lond. 76(2): 453-468.
- Riley, N. D., 1932. Descriptions of new Siamese Rhopalocera. — J. Siam Soc. nat. Hist. suppl. 8: 249-254.
- Riley, N. D., 1934. A new Palaearctic lycaenid butterfly. — Entomologist 67: 85-85, 1 pl.
- Riley, N. D. & Corbet, A. S., 1938. A Revision of the Malayan Species of Jamides Hübner (Lepidoptera: Lycaenidae). — Trans. R. ent. Soc. London 87(5): 147-159.
- Riley, N. D., 1939. Notes on Oriental Theclinae (Lep. Lycaenidae) with description of new species. — Nov. Zool., 41: 355-361.
- Riley, N. D., 1942. New Lycaenidae from the Malay Peninsula. — Entomologist 75(4): 88-89.
- Riley, N. D., 1944. Spolia Mentawiensia, Rhopalocera; Lycaenidae and Riodinidae. — Trans. R. ent. Soc. Lond. 94(2): 247-271, 2pls.
- Riley, N. D., [1945]. Spolia Mentawiensia, Rhopalocera; Lycaenidae and Riodinidae. — Trans. R. ent. Soc. Lond. 94(2): 247-271,
- Riley, N. D.; China, W. E. 1961: Opinion 619. Acilius Leach, 1817 (Insecta, Coleoptera); preservation by use of the plenary powers to vary the ruling given in Opinion 522. — Bulletin of zoological nomenclature, 18: 369-371.
- Riley, N.D. 1960: Heinrich Ernst Karl Jordan. 1861-1959. — Biographical Memoirs of Fellows of the Royal Society, 6: 107-133.